# Federal Street Theatre

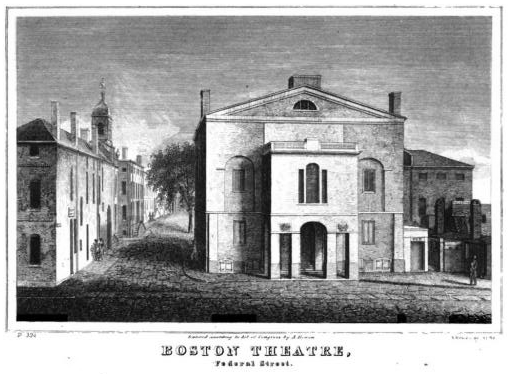
BostonTheatre Snow HistoryOfBoston 1828

Federal Street Theatre eller Boston Theatre, var en teater i Boston i Massachusetts i USA, verksam mellan 1794 och 1852. Det var den första lagliga teatern i Boston, som länge hade haft ett religiöst teaterförbud. 